# Leo Sandner
Leo Sandner, bürgerlich Jens Stümpfl, (* 1965) ist ein deutscher Komponist, Dirigent und Musikproduzent.

## Leben
Sandner studierte an der Musikhochschule Franz Liszt in Weimar Komposition bei Wolf-Günter Leidel. Er absolvierte dort außerdem eine Ausbildung in den Fächern Musiktheorie, Dirigieren und Schlagzeug. Danach leitete er eine private Musikschule. Seit 2000 ist er ausschließlich als Komponist und Produzent tätig.
Sandner komponiert sowohl Orchesterwerke und Kammermusik als auch Bühnenstücke. Letztere gelangten auch im Ausland mit großem Erfolg zur Aufführung. So wurde die Songoper Die Geschichte vom kleinen Mann 2001 erstmals in Boston inszeniert.
Einen wichtigen Teil seines Schaffens nehmen daneben Werke für Kinder ein.
Leo Sandner, der mit einigen seiner Werke bewusst provozieren will, lebt und arbeitet in Erfurt.

## Werke (Auswahl)
- Hugo, die Tuba und seine Freunde, 1995
- Die Schneekönigin, Märchenmusical, Uraufführung 1997 in Berlin
- Das Waldmännchen, Songoper, 2001
- Die Geschichte vom kleinen Mann, Uraufführung 2001 in Boston durch das International Theatre Project Boston
- Die sieben Todsünden. Reflexionen für großes Orchester, Uraufführung am 3. Oktober 2008 im Erfurter Dom[1]
- Karikaturen für Orchester, Uraufführung am 28. April 2011[2]
- Vier Vorspiele für Orchester, 2011
- Kontraste. Konzert für Altsaxophon und Orchester, Uraufführung 2014 durch Roger Hanschel (Saxophon) in der Predigerkirche Erfurt
- Was für eine Schnapsidee – Die musikalische Cocktailparty des Leo Sandner, Uraufführung am 5. März 2020 im Erfurter Zughafen[3][4]